# Snurra min jord
Snurra min jord är Lars Forssells tolkning av visan Elle tourne la terre ("Jorden den snurrar") av den franske poeten och vissångaren Léo Ferré. Originalet av den då ännu okände Ferré framfördes första gången 1948 av sångerskan Renée Lebas. Den svenskspråkiga versionen sjöngs in på skiva av Olle Adolphson, och gavs ut i december 1957 på EP-skivan Låt oss cykla till lyktcaféet. Jan Malmsjös version, till Ulf Wessléns orkester utkom 1958. Barbro "Lill-Babs" Svensson version till Lars Samuelsons orkester utkom 2005.
Plura Jonsson framförde 2010 låten på svenska i Så mycket bättre 2010, då han tolkade Lill-Babs